# Rieden (Haut-Palatinat)
Pour les articles homonymes, voir Rieden.
Rieden est une commune de Bavière (Allemagne), située dans l'arrondissement d'Amberg-Sulzbach, dans le district du Haut-Palatinat.